# Sálvame Okupa
Sálvame Okupa fue un concurso de telerrealidad emitido en Telecinco como parte del programa Sálvame. El reality, producido por La Fábrica de la Tele y Zeppelin TV, se emitió entre el 12 y el 15 de abril de 2019.

## Mecánica
Tras la final de Gran Hermano Dúo, Telecinco decidió hacer una fusión de dos de sus programas estrella como conmemoración del décimo aniversario del formato vespertino Sálvame, encerrando en la famosa casa de Gran Hermano, en Guadalix de la Sierra, a varios colaboradores de la historia del formato durante unos días (entre el viernes 12 y el lunes 15 de abril de 2019). Asimismo, Sálvame Okupa contaría con nominaciones y pruebas propuestas por la dirección para conseguir privilegios como, por ejemplo, la inmunidad o la expulsión directa a un compañero, siendo la audiencia la encargada de expulsar a través de las votaciones hasta elegir al ganador, quien se alzaría con el premio de 6.000 euros.
Por su parte, este espacio dispondría de un seguimiento desde la página web, las redes sociales y los programas Sálvame, Socialité, Viva la vida y Sábado Deluxe, además de un canal 24 horas que mostraría la convivencia en directo a través de Mitele y YouTube, con conexiones puntuales en el late night de Telecinco. Este reality show serviría, también, como nexo de unión entre Gran Hermano Dúo y Supervivientes 2019, el cual llegaría después de Semana Santa.

## Sálvame Okupa (2019)
- 12 de abril de 2019 - 15 de abril de 2019 (3 días).

### Concursantes
|                     |                 | Procedencia | Edad                           | Profesión                       | Duración                      | Información |
| ------------------- | --------------- | ----------- | ------------------------------ | ------------------------------- | ----------------------------- | ----------- |
|                     | Víctor Sandoval | Madrid      | 52 años                        | Presentador y colaborador de TV | 3 días                        | Ganador     |
| Lydia Lozano        | Madrid          | 58 años     | Periodista                     | 3 días                          | 2.ª finalista                 |             |
| Anabel Pantoja      | Sevilla         | 32 años     | Sobrina de Isabel Pantoja      | 3 días                          | 3.ª finalista                 |             |
| Belén Rodríguez     | Madrid          | 53 años     | Periodista                     | 3 días                          | 4.ª finalista                 |             |
| Gustavo González    | Valencia        | 53 años     | Periodista y paparazzi         | 3 días                          | 5.º finalista                 |             |
| Antonio Montero     | Madrid          | 55 años     | Periodista                     | 3 días                          | 6.º finalista                 |             |
| Rafa Mora           | Valencia        | 36 años     | Tronista de MyHyV              | 3 horas / 2 días                | 1.ª expulsión / 7.º finalista |             |
| Carmen Borrego      | Málaga          | 52 años     | Directora y colaboradora de TV | 2 días                          | 4.ª expulsión                 |             |
| Chelo García-Cortés | Orense          | 67 años     | Periodista                     | 1 día                           | 3.ª expulsión                 |             |
| María Lapiedra      | Lérida          | 34 años     | Exactriz porno                 | 1 día                           | 2.ª expulsión                 |             |

### Estadísticas diarias
|               |               |               | Día 1 | Día 1  | Día 1                                                            | Día 2     | Día 2                                              | Día 2                                                  | Día 3              | Final                                           | Final                                         | Final                                 | Final                           | Final                 | Final      |
| ------------- | ------------- | ------------- | ----- | ------ | ---------------------------------------------------------------- | --------- | -------------------------------------------------- | ------------------------------------------------------ | ------------------ | ----------------------------------------------- | --------------------------------------------- | ------------------------------------- | ------------------------------- | --------------------- | ---------- |
|               |               | Víctor        | Entra | Prueba | Salvado                                                          | Salvado   | Prueba                                             | Salvado                                                | Finalista          | Finalista                                       | Finalista                                     | Finalista                             | Prueba                          | Finalista             | Ganador    |
|               |               | Lydia         | Entra | Prueba | Salvada                                                          | Salvada   | Prueba                                             | Salvada                                                | Finalista          | Finalista                                       | Finalista                                     | Finalista                             | Prueba                          | Finalista             | 2.ª Fin.   |
|               |               | Anabel        | Entra | Prueba | Salvada                                                          | Inmune    | Prueba                                             | Salvada                                                | Finalista          | Finalista                                       | Finalista                                     | Finalista                             | Prueba                          | 3.ª Fin.              |            |
|               |               | Belén         | Entra | Prueba | Salvada                                                          | Salvada   | Prueba                                             | Salvada                                                | Finalista          | Finalista                                       | Finalista                                     | Finalista                             | 4.ª Fin.                        |                       |            |
|               |               | Gustavo       | Entra | Inmune | Finalista                                                        | Finalista | Finalista                                          | Finalista                                              | Finalista          | Finalista                                       | Finalista                                     | 5.º Fin.                              |                                 |                       |            |
|               |               | Antonio       | Entra | Prueba | Salvado                                                          | Nominado  | Prueba                                             | Nominado                                               | Finalista          | Finalista                                       | 6.º Fin.                                      |                                       |                                 |                       |            |
|               |               | Rafa          | Entra | Prueba | Expulsado                                                        | Repesca   | Prueba                                             | Salvado                                                | Finalista          | 7.º Fin.                                        |                                               |                                       |                                 |                       |            |
|               |               | Carmen        | Entra | Prueba | Salvada                                                          | Nominada  | Prueba                                             | Nominada                                               | Expulsada          |                                                 |                                               |                                       |                                 |                       |            |
|               |               | Chelo         | Entra | Prueba | Salvada                                                          | Salvada   | Prueba                                             | Expulsada                                              |                    |                                                 |                                               |                                       |                                 |                       |            |
|               |               | María         | Entra | Prueba | Salvada                                                          | Nominada  | Expulsada                                          |                                                        |                    |                                                 |                                               |                                       |                                 |                       |            |
|               |               |               |       |        |                                                                  |           |                                                    |                                                        |                    |                                                 |                                               |                                       |                                 |                       |            |
| Eliminados    | Eliminados    | Eliminados    |       |        | Rafa Elegido                                                     |           | María Más votada                                   | Chelo Perdedora                                        | Carmen Elegida     | Rafa 1,1%                                       | Antonio Menos votado                          | Gustavo Menos votado                  | Belén Menos votada              | Anabel Perdedora      | Lydia 30%  |
| No eliminados | No eliminados | No eliminados |       |        | Anabel Antonio Belén Carmen Chelo Lydia María Víctor No elegidos |           | Carmen Menos votada Antonio Menos votado (Entre 3) | Anabel Antonio Belén Carmen Lydia Rafa Víctor Salvados | Antonio No elegido | Anabel Antonio Belén Gustavo Lydia Víctor 98,9% | Anabel Belén Gustavo Lydia Víctor Más votados | Anabel Belén Lydia Víctor Más votados | Anabel Lydia Víctor Más votados | Lydia Víctor Salvados | Víctor 70% |

     Equipo Criados.
     Equipo Señoritos.

### Tabla de nominaciones
|                           | Primeras nominaciones                                                                      | Segundas nominaciones                                                        |
| ------------------------- | ------------------------------------------------------------------------------------------ | ---------------------------------------------------------------------------- |
| Anabel                    | 4 Carmen 3 Antonio 2 María                                                                 | 3 Carmen 2 Antonio 1 Rafa                                                    |
| Antonio                   | 3 Carmen 2 Lydia 1 Belén                                                                   | 3 Belén 2 Carmen 1 Lydia                                                     |
| Belén                     | 3 Antonio 2 Carmen 1 María                                                                 | 3 Antonio 2 Carmen 1 Lydia                                                   |
| Carmen                    | 3 María 2 Antonio 1 Chelo                                                                  | 3 Antonio 2 Víctor 1 Anabel                                                  |
| Chelo                     | 3 Antonio 2 María 1 Carmen                                                                 |                                                                              |
| Gustavo                   | 3 Belén 2 Lydia 1 Carmen                                                                   | 3 Belén 2 Lydia 1 Rafa                                                       |
| Lydia                     | 3 Carmen 2 Antonio 1 María                                                                 | 3 Carmen 2 Antonio 1 Rafa                                                    |
| María                     | 3 Carmen 2 Chelo 1 Belén                                                                   |                                                                              |
| Rafa                      |                                                                                            | 3 Carmen 2 Antonio 1 Víctor                                                  |
| Víctor                    | 3 Antonio 2 Chelo 1 Carmen                                                                 | 3 Antonio 2 Carmen 1 Lydia                                                   |
|                           |                                                                                            |                                                                              |
| Total de puntos recibidos | 18 Carmen 16 Antonio 9 María 5 Belén 5 Chelo 4 Lydia 0 Víctor Inmune Anabel Inmune Gustavo | 15 Antonio 15 Carmen 6 Belén 5 Lydia 3 Rafa 3 Víctor 1 Anabel Inmune Gustavo |

### Invitados
| Invitado                | Procedencia | Edad    | Profesión                            | Días          |
| ----------------------- | ----------- | ------- | ------------------------------------ | ------------- |
| Quique Jiménez "Torito" | Menorca     | 41 años | Reportero y colaborador de TV        | Día 2 (Tarde) |
| Kiko Hernández          | Madrid      | 42 años | Colaborador de TV, finalista de GH 3 | Día 2 (Noche) |

### Presentadores
| Presentador       | Información                                  |
| ----------------- | -------------------------------------------- |
| Carlota Corredera | Presentadora desde Sálvame (lunes)           |
| Kiko Hernández    | Presentador desde Sálvame (viernes)          |
| María Patiño      | Presentadora desde Sábado Deluxe y Socialité |
| David Valldeperas | Presentador desde Sábado Deluxe              |
| Emma García       | Presentadora desde Viva la vida              |

### Recepción de la audiencia
En esta tabla se recoge la audiencia de los programas dentro de los cuales se han desarrollado las tramas del espacio.
| Fecha      | Programa        | Franja horaria          | Características del programa | Espectadores | Cuota de pantalla |
| ---------- | --------------- | ----------------------- | --- | ------------ | ----------------- |
| 12/04/2019 | Sálvame Limón   | Sobremesa               | Presentación / Entrada de los concursantes | 1 635 000    | 14,0%             |
| 12/04/2019 | Sálvame Naranja | Tarde                   | Presentación / Entrada de los concursantes / Gustavo, finalista / Expulsión de Rafa / Formación de equipos                                                                           | 1 874 000    | 19,6%             |
| 13/04/2019 | Socialité       | Sobremesa               | Inmunidad de Anabel | 1 095 000    | 13,5%             |
| 13/04/2019 | Viva la vida    | Tarde                   | Visita de Torito | 1 091 000    | 10,3%             |
| 13/04/2019 | Sábado Deluxe   | Prime time y late night | Repesca de Rafa / Nominación de Carmen, Antonio y María / Cambio de equipos / Expulsión de María / Visita de Kiko Hernández / Prueba y expulsión de Chelo / Nominaciones (1.ª parte) | 1 668 000    | 15,4%             |
| 14/04/2019 | Socialité       | Sobremesa               | Nominaciones (2.ª parte) / Prueba de recompensa / Nominación de Antonio y Carmen / Expulsión de Carmen                                                                               | 1 344 000    | 15,7%             |
| 14/04/2019 | Viva la vida    | Tarde                   | Prueba de recompensa / Encuesta web | 1 198 000    | 10,1%             |
| 15/04/2019 | Sálvame Limón   | Sobremesa               | Inicio de la final / 7.º finalista Rafa | 1 538 000    | 12,6%             |
| 15/04/2019 | Sálvame Naranja | Tarde                   | Continuación de la final / 6.º finalista Antonio / 5.º finalista Gustavo / 4.ª finalista Belén / Prueba final / 3.ª finalista Anabel / 2.ª finalista Lydia / Ganador: Víctor         | 1 974 000    | 19,4%             |

Por otro lado, en la siguiente tabla se detallan las audiencias cosechadas por otros espacios relacionados, en este caso, las conexiones con el canal 24 horas en Sálvame: La casa okupa en directo y el resumen con los mejores momentos de Sálvame Okupa.
| Fecha      | Programa                          | Franja horaria    | Características del programa      | Espectadores | Cuota de pantalla |
| ---------- | --------------------------------- | ----------------- | --------------------------------- | ------------ | ----------------- |
| 12/04/2019 | Sálvame: La casa okupa en directo | Madrugada         | La casa en directo                | 560 000      | 12,9%             |
| 13/04/2019 | Sálvame: La casa okupa en directo | Madrugada         | La casa en directo                | 588 000      | 17,4%             |
| 14/04/2019 | Sálvame: La casa okupa en directo | Madrugada         | La casa en directo                | 665 000      | 19,3%             |
| 16/04/2019 | Sálvame Okupa                     | Access prime time | Mejores momentos de Sálvame Okupa | 1 310 000    | 8,1%              |

## Palmarés
| Edición                    | Ganador         | Subcampeón   | Tercer lugar   |
| [ 1 ] Sálvame Okupa (2019) | Víctor Sandoval | Lydia Lozano | Anabel Pantoja |
| -------------------------- | --------------- | ------------ | -------------- |

## Audiencia media
En este apartado se recoge la audiencia media de los programas dentro de los cuales se han desarrollado las tramas del espacio (Sálvame, Socialité, Viva la vida y Sábado Deluxe).
| Edición                    | Fechas de emisión                         | Espectadores | Cuota |
| -------------------------- | ----------------------------------------- | ------------ | ----- |
| [ 1 ] Sálvame Okupa (2019) | 12 de abril de 2019 — 15 de abril de 2019 | 1 491 000    | 14,5% |